# Бера (царь)
Бе́ра (также Бер) (ивр. ברע‎ — дар, подарок) — библейский персонаж, царь Содома времён Аврама. Упоминается в четырнадцатой главе Бытия.
Бера, а также царь Гоморра Бирша, царь Адмы Шинава, царь севоимский Шеливер, воюют с елласарским царём Кедорлаомером и его союзниками. После поражения Бера и Бирша обратились в бегство и упали в смоляные ямы долины Сиддим. Затем Бера встретил Аврама в долине Шаве и предложил ему взять своё (Беры) имение взамен на своих людей (содомлян) которых Аврам отвоевал, когда шёл вызволять Лота. Аврам отказывается, чтобы у Беры не было повода говорить: «я обогатил Аврама».